# Dvärgnarv
Dvärgnarv (Sagina nivalis) är en nejlikväxtart som först beskrevs av Lindbl., och fick sitt nu gällande namn av Fries. Enligt Catalogue of Life ingår Dvärgnarv i släktet smalnarvar och familjen nejlikväxter, men enligt Dyntaxa är tillhörigheten istället släktet smalnarvar och familjen nejlikväxter. Enligt den finländska rödlistan är arten nära hotad i Finland. Arten är reproducerande i Sverige. Artens livsmiljö är våtmarker i fjällen (myrar, stränder, snölegor). Inga underarter finns listade i Catalogue of Life.